# حیات وحش چاد

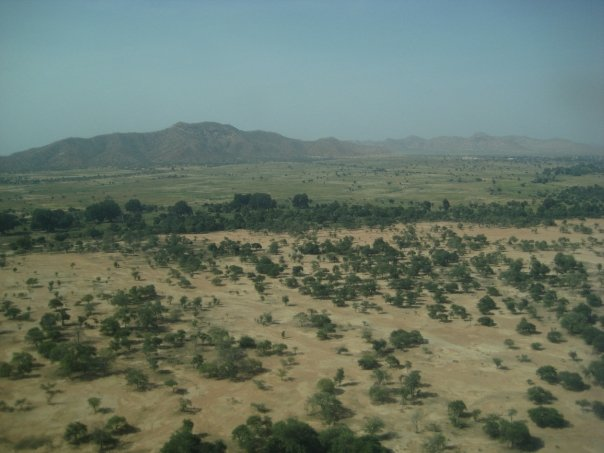
پوشش گیاهی خارج از قوز بیدا

حیات وحش چاد متشکل از گیاگان و زیاگان این کشور است. فیل بیشه آفریقایی، شیر غرب آفریقایی، گاومیش آفریقایی، اسب آبی، زرافه کردفان، شاخ‌درازان، پلنگ آفریقایی، یوزپلنگ، کفتار و بسیاری گونه‌های مار در آنجا یافت می‌شوند؛ گرچه بیشتر جمعیت‌های بزرگ گوشتخواران از اوایل قرن بیستم به طور چشمگیری کاهش یافته‌اند.

## شکار غیرقانونی
شکار غیرقانونی، به ویژه شکار فیل برای صنعت سودآور عاج، مشکلی جدی در این کشور و تهدیدی برای جان محیط‌بانان حتی در پارک‌های ملی مانند زاکوما است. فیل‌ها اغلب گله‌ای داخل و اطراف پارک‌ها در پی شکار غیرقانونی سازماندهی‌شده کشتار می‌شوند. این مشکل با وجود این حقیقت که کارکنان پارک‌ها کم هستند و تعدادی از نگهبانان توسط شکارچیان غیرقانونی به قتل رسیده‌اند، بدتر شده است.